# Fagner Conserva Lemos
Fagner Conserva Lemos (São Paulo, 1989. június 11. –) brazil válogatott labdarúgó, aki jelenleg a Corinthians játékosa.

## Pályafutása
Részt vett a 2007-es Dél-amerikai U20-as labdarúgó-bajnokságon a brazil U20-as válogatott tagjaként, a tornát megnyerték. 2018. május 14-én bekerült Tite 23 fős keretébe, amely a 2018-as labdarúgó-világbajnokságra utazott. A 2019-es Copa Américát megnyerő válogatott tagja volt.

## Sikerei, díjai

### Klub
- EC Vitória
  - Bahia állami bajnok: 2007

- PSV Eindhoven
  - Holland bajnok: 2007–08
  - Holland szuperkupa: 2008

- Vasco da Gama
  - Campeonato Série B: 2009
  - Brazil kupa: 2011

- Corinthians
  - Brazil bajnok: 2015, 2017
  - São Paulo állami bajnok: 2017, 2018, 2019

### Válogatott
- Brazília U20
  - Dél-amerikai U20-as labdarúgó-bajnokság: 2007

- Brazília
  - Copa América: 2019